# 佐藤優樹 (歌手)
佐藤 優樹（さとう まさき、1999年5月7日 - ）は、日本の歌手。女性アイドルグループ・モーニング娘。の元メンバー（10期）。愛称はまさき、まーちゃん、まさキングなど。イメージカラーはエメラルドグリーン。
北海道札幌市出身。血液型A型。身長154 cm。ジェイピィールーム所属。
東京音楽大学卒業。

## 略歴
2011年
- 9月29日、日本武道館で行なわれた『モーニング娘。コンサートツアー2011秋 愛BELIEVE 〜高橋愛 卒業記念スペシャル〜』にて、約6,000人が応募した『モーニング娘。10期メンバー『元気印』オーディション』に合格しモーニング娘。10期メンバーに選ばれたことが発表された[7]。

2012年
- 7月6日、札幌市で行なわれたモーニング娘。の50枚目のシングル「One・Two・Three/The 摩天楼ショー」の握手会に参加したが、これは自身にとって2度目となる凱旋イベントであった[8]。佐藤は同イベントにおいて、北海道でライブを行うという目標を語った[8]。
- 9月10日、モーニング娘。10期メンバーによる『モーニング娘。天気組オフィシャルブログ』を開設。

2016年
- 12月、体調不良によりイベントを欠席[9]。その後、急性腰痛症・腰椎椎間板ヘルニアの疑いとの診断を受けたことを発表[10][11]。

2017年
- 1月6日、前年末に診断された急性腰痛症・腰椎椎間板ヘルニアを理由に、同年2月下旬までのステージ活動休止を発表[12]。
- 2月24日、同年3月18日に開催される『モーニング娘。'17コンサートツアー春 〜THE INSPIRATION!〜』初日・パシフィコ横浜公演からのステージ活動再開を発表し[13]、3月18日、予告通り復帰[14]。

2018年
- 10月6日、自身初のソロ写真集『三角の硝子』を発売[15]。

2019年
- 4月5日より、NHK Eテレにて放送中のアニメ『あはれ!名作くん』に松田メイ役でレギュラー出演。なお今作が佐藤にとって初の声優への挑戦である[16]。
- 6月25日、4月から大学に通っていることを公表した[17]。校名は非公表（のち2025年3月に卒業した際に東京音楽大学であることを明らかにした）。

2021年
- 2月22日、過敏性腸症候群の疑いがあると診断され、翌23日に開催されたモーニング娘。のイベントを欠席[18]。また、その後一度回復状態になるも再度発症したため、4月末までの活動休止を発表[19][20]。その後症状は徐々に改善したため、激しい動きや長時間立ち続ける必要があるライヴ以外の芸能活動を再開することを発表した[21]。6月3日、医師より長時間の移動を伴う活動、長時間同じ場所にとどまらなければならない環境下での活動は未だ難しい状態であると診断されたことを受け、7月から始まるハロー!プロジェクトのコンサートツアー『Hello! Project 2021 SUMMER』を全公演欠席することを発表[22]。8月5日、長時間の移動を伴う活動、激しい動きを一定時間以上継続的に行う環境下での活動は未だに難しい状態であると医師から診断されたことを受け、9月から始まるハロー!プロジェクトのコンサートツアー『Hello! Project 2021 秋「続・花鳥風月」』を全公演欠席することを発表[23]。
- 9月24日、同年12月13日に日本武道館で行われるモーニング娘。'21の単独コンサートをもって、モーニング娘。'21およびハロー!プロジェクトを卒業することが公式サイトにて発表された[24][25]。卒業後も音楽活動はソロで継続する[24][25]。
- 12月13日、日本武道館で行われた『モーニング娘。'21コンサート Teenage Solution 〜佐藤優樹 卒業スペシャル〜』をもってモーニング娘。'21およびハロー!プロジェクトを卒業した[26]。佐藤の意向により、ハロー!プロジェクトの卒業コンサートでは恒例の卒業セレモニーは実施されなかった[26]。なお、元号が令和になってからは初のモーニング娘。卒業メンバーとなった。
- 12月15日、『佐藤優樹オフィシャルブログ』を開設[27]。
- 12月26日、TikTokのアカウントを開設。

2022年
- 2月28日、2nd写真集『prism』を発売[28]。
- 4月15日、M-line clubへの加入が発表された[29]。
- 8月14日、M-line clubのコンサート『M-line Special 2022 〜My Wish〜』にサプライズゲストとして出演、8か月ぶりに音楽活動を再開。
- 9月16日、持病である過敏性腸症候群の症状がまだ続いていること、今後についても様子を見ながらの活動となることをアップフロントプロモーションの公式サイトで報告[30]。
- 11月26日、北海道を中心に展開する書店チェーン・コーチャンフォーの3代目イメージガールに就任することを発表[3]。

2023年
- 1月1日、所属事務所をアップフロントプロモーションからジェイピィールームへ移籍。
- 1月27日、佐藤優樹スタッフのTwitterアカウントを開設し、同年春にソロデビューすることを発表[31][32]。
- 3月24日、持病である過敏性腸症候群の症状がまだ続いていること、引き続き様子を見ながらの活動となること、それに伴い、1stシングル（後述）のイベントについても限られた回数での実施となることをジェイピィールームの公式サイトで報告[33]。
- 3月29日、1stシングル『Ding Dong/ロマンティックなんてガラじゃない』でソロデビュー[34]。

2024年
- 9月13日、個人Instagramを開設[35]。
- 9月20日、副鼻腔炎・咳喘息との診断を受けたことを報告、医師とも相談した結果、同月21日・22日に開催予定だったM-line Specialの計4公演について中止することを発表[36]。
- 11月6日、2ndシングル『嵐のナンバー/花鳥風月 春夏秋冬』をリリース[37]。

2025年
- 3月、東京音楽大学を卒業したことを報告[6]。学校名はこの時初めて明らかにした[5]。
- 7月26日 - 8月10日、初のソロライブツアー『佐藤優樹 Live Tour 2025 〜Ember〜』を3都市6公演で開催[38]。

## 人物
- 三姉妹の長女で、年の離れた妹がいる。
- つんく♂からは「ビジュアルの原石」「フォトジェニック賞」と、そのルックスを高く評価されモーニング娘。に合格した[39]。
- 幼少時より習いごととして、ピアノ・ドラム・乗馬・バレエをやっていた。本人は「ピアノをやってリズム感を付けたくなったから、ドラムを始めた。さらにリズムを鍛えたくなったから乗馬も始めた。乗馬はリズムが大事。でも乗馬は姿勢も大事だからバレエを始めた」「リズムという意味では同じ」と述べている[40]。
- 絶対音感を持っている。また、つんく♂は「（モーニング娘。10期の中で）実は一番音楽を理解している」と評価しており、スタッカートやシンコペーションなど、リズム的なことに関しては「中澤裕子や飯田圭織が何年やっても分からなかった部分が分かっている」とも評している[41]。
- モーニング娘。時代は、そのパフォーマンスから「ジョーカー」と形容された[42]。また、天使のような子ではないという意味で「子悪魔ーちゃん」と自称することがあった[43][44]。
- 『Top Yell』の連載記事「まーちゃん&くどぅーのハロプロ“先輩”探訪団」では先輩に「好きな木は何ですか?」と質問するのが恒例だったが[45]、本人の好きな木はオンコの木である[46][注 2]。
- 【モーニング娘。の15期が選ぶちょっと天然だと思う先輩ランキング】[48]では、小田さくらに1位の椅子に座るように強く勧められた。結果は2位。また、【15期が選ぶお姉ちゃんにしたい先輩ランキング】[49]では、2位になった。
- 同期の工藤遥とのコンビを「まーどぅー」、後輩の小田さくらとのコンビを「まーさく」と呼びお互いのファンから長年親しまれていた。
- 元HKT48の指原莉乃の推しメンでもあった。

## 作品

### シングル
|   | 発売日        | タイトル                                    | 販売形態                          | 規格品番  | 最高位 | 初動  | 収録アルバム |
| - | ------------- | ------------------------------------------- | --------------------------------- | --------- | ------ | ----- | ------------ |
| 1 | 2023年3月29日 | Ding Dong/ ロマンティックなんてガラじゃない | 初回生産限定盤A(CD+Blu-ray Disc)  | EPCE-7740 | 4位    | 1.6万 | -            |
| 1 | 2023年3月29日 | Ding Dong/ ロマンティックなんてガラじゃない | 初回生産限定盤B(CD+Blu-ray Disc)  | EPCE-7742 | 4位    | 1.6万 | -            |
| 1 | 2023年3月29日 | Ding Dong/ ロマンティックなんてガラじゃない | 初回生産限定盤SP(CD)              | EPCE-7744 | 4位    | 1.6万 | -            |
| 1 | 2023年3月29日 | Ding Dong/ ロマンティックなんてガラじゃない | 通常盤A(CD)                       | EPCE-7745 | 4位    | 1.6万 | -            |
| 1 | 2023年3月29日 | Ding Dong/ ロマンティックなんてガラじゃない | 通常盤B(CD)                       | EPCE-7746 | 4位    | 1.6万 | -            |
| 1 | 2023年3月29日 | Ding Dong/ ロマンティックなんてガラじゃない | 通常盤C(CD)                       | EPCE-7747 | 4位    | 1.6万 | -            |
| 1 | 2023年3月29日 | Ding Dong/ ロマンティックなんてガラじゃない | 通常盤D(CD)                       | EPCE-7748 | 4位    | 1.6万 | -            |
| 1 | 2024年11月6日 | 嵐のナンバー/ 花鳥風月 春夏秋冬             | 初回生産限定盤A(CD+Blu-ray Disc)  | EPCE-7877 | 3位    | 1.2万 | -            |
| 1 | 2024年11月6日 | 嵐のナンバー/ 花鳥風月 春夏秋冬             | 初回生産限定盤B(CD+Blu-ray Disc)  | EPCE-7879 | 3位    | 1.2万 | -            |
| 1 | 2024年11月6日 | 嵐のナンバー/ 花鳥風月 春夏秋冬             | 初回生産限定盤SP(CD+Blu-ray Disc) | EPCE-7881 | 3位    | 1.2万 | -            |
| 1 | 2024年11月6日 | 嵐のナンバー/ 花鳥風月 春夏秋冬             | 通常盤A(CD)                       | EPCE-7883 | 3位    | 1.2万 | -            |
| 1 | 2024年11月6日 | 嵐のナンバー/ 花鳥風月 春夏秋冬             | 通常盤B(CD)                       | EPCE-7884 | 3位    | 1.2万 | -            |
| 1 | 2024年11月6日 | 嵐のナンバー/ 花鳥風月 春夏秋冬             | 通常盤C(CD)                       | EPCE-7885 | 3位    | 1.2万 | -            |

### 配信楽曲
| 発売日         | タイトル         | 備考 |
| -------------- | ---------------- | ---- |
| 2021年12月14日 | 笑顔の君は太陽さ |      |

#### コラボレーション
- Miss変換 !! / 工藤遥&佐藤優樹(モーニング娘。'17)（2017年5月19日、UP-FRONT WORKS）[52]
- ほたる祭りの日 / 佐藤優樹×宮本佳林（2022年8月13日、UP-FRONT WORKS）[53]
- サマーナイトタウン / 田中れいな×佐藤優樹（2022年8月13日、UP-FRONT WORKS）[54]
- すっぴん / 宮本佳林・小片リサ・佐藤優樹（2023年11月19日、UP-FRONT WORKS） - TBSテレビ（関東ローカル・TVer限定）『ふるさとの未来』第2期オープニングテーマ
- C\C（シンデレラ\コンプレックス）'24 / SIOOM (from M-line Music) （宮本佳林・小片リサ・佐藤優樹・稲場愛香・小関舞）（2024年3月1日、UP-FRONT WORKS） - MBS『ドラマ特区「シンデレラ・コンプレックス」』エンディング主題歌[55]

### 映像作品
- Greeting 〜佐藤優樹〜（2012年、アップフロントワークス） - e-Hello!（イーハロ）シリーズ（e-LineUP!期間限定販売）[56]

### デジタル写真+ムービー作品集
- Riho+Masaki［モーニング娘。］（2012年7月6日、長野博文撮影、ファンプラス・GザテレビジョンPLUS配信）

## タイアップ
| 起用年 | 楽曲                                        | タイアップ |
| ------ | ------------------------------------------- | --- |
| 2023年 | Ding Dong                                   | TBSテレビ（関東ローカル・TVer限定）「ふるさとの未来」3月度エンディングテーマ STVラジオ「今月の推薦曲」3月 FMくしろ「パワープレー」3月 NACK5「POWER PLAY」3月下期 山口放送「KRY Morning Up」10時台エンディング曲 長崎国際テレビ「AIR」Catch-Up!アーティスト |
| 2023年 | Ding Dong/ ロマンティックなんてガラじゃない | FMいるか「今月の応援ソング」4月度 |
| 2024年 | 嵐のナンバー                                | 山口放送「KRY Morning Up」10時台エンディング曲 |

## 出演

### テレビ番組
- ハロプロ!TIME（2011年9月8日 - 2012年5月31日）

#### テレビドラマ
- 数学♥女子学園（2012年1月11日 - 3月28日、日本テレビ） - 宮益りおん 役

#### テレビアニメ
- あはれ!名作くん（2019年4月5日 - 、NHK Eテレ） - 松田メイ 役[16]、団栗林太郎 役、天使/悪魔 役、巫女 役、シスター役、堕天使 役

### ラジオ番組
- モーニング娘。のモーニング女学院〜放課後ミーティング〜（2012年5月5日 - 2021年12月11日、ラジオ日本)
- ミュージック・パーティー（2023年4月3日 - 2024年3月28日、ニッポン放送）[59]

### ネット配信
- モーニング娘。10期メンバー緊急生配信! 〜さよならチョコレート〜 チョコレート色卒業スペシャル（2012年7月30日、Ustream）
- ゲスト、まぁちゃん。[注 3]（2012年8月13日、Ustream） - ゲスト：佐藤優樹、司会：飯窪春菜、観覧者：工藤遥、シークレットゲスト：岡音ミク（岡井千聖）
- モーニング娘。「ワクテカ Take a chance」リリース記念番組「ゲスト まーちゃん（第2回）」（2012年10月16日、Ustream） - ゲスト：佐藤優樹、司会：小田さくら、出演：生田衣梨奈、鞘師里保

### CM
- コーチャンフォー（2022年12月1日 - 2024年11月30日）[60]
- ソニー銀行「Sony Bank WALLET」（2024年3月8日 - ）[61] - 田中れいなと共演

### ミュージック・ビデオ
- アンジュルム（26thシングル）「恋はアッチャアッチャ」 - 公式 アッチャアッチャ応援隊

### 舞台・ミュージカル
- ステーシーズ 少女再殺歌劇（2012年6月6日 - 12日、全労済ホールスペース・ゼロ） - 七緒 役
- 演劇女子部 ミュージカル「LILIUM-リリウム 少女純潔歌劇-」（2014年6月5日 - 15日、サンシャイン劇場 / 20日・21日、森ノ宮ピロティホール） - マーガレット 役
- 演劇女子部 ミュージカル「TRIANGLE-トライアングル-」（2015年6月18日 - 28日、サンシャイン劇場） - ダイス 役
- 演劇女子部「続・11人いる! 東の地平・西の永遠」（2016年6月11日・12日、京都劇場 / 16日 - 26日、サンシャイン劇場） - トマノ 役（「イースト」公演）、バセスカ 役（「ウェスト」公演）
- 演劇女子部「ファラオの墓」（2017年6月2日 - 11日、サンシャイン劇場） - ユタ 役
- 演劇女子部「ファラオの墓 〜蛇王・スネフェル〜」（2018年6月1日 - 10日、サンシャイン劇場 / 15日 - 17日、メルパルクホール大阪） - ジク 役

### コンサート

#### 単独コンサート
- 佐藤優樹 Live Tour 2025 〜Ember〜（2025年7月26日 - 8月10日、3都市6公演）[38]

#### 合同コンサート
- M-line Special 2022 〜My Wish〜（2022年8月14日 - 12月24日、8都市10会場20公演）[62] - ゲスト出演（8月14日船堀公演・28日札幌公演はシークレットゲスト出演）
- M-line Special 2023 〜Magical Wish〜（2023年6月17日 - 12月10日、8都市8会場15公演）[63] - 6月17日埼玉公演・25日愛知公演はゲスト出演
- LIVE 2023 - Mi RooM -（2023年6月14日・15日、COTTON CLUB） - シークレットゲスト出演[64]
- Hello! Project 25th ANNIVERSARY CONCERT「ALL FOR ONE & ONE FOR ALL!」ACT II（2023年9月10日、国立代々木競技場 第一体育館）[65]
- 岡山県備前市×OCHA NORMA 地域活性化コンサート ナルチカ 2023 OCHA NORMA in 備前（2023年11月19日、備前市市民センター） - スペシャルゲスト
- モーニング娘。'23 コンサートツアー秋「Neverending Shine Show」SPECIAL（2023年11月28日、横浜アリーナ） - ゲスト出演
- Hello! Project Year-End Party 2023 〜GOOD BYE & HELLO ! 〜（2023年12月31日、J:COMホール八王子） - ゲスト出演
- M-line Special 2024 〜Many well wishes〜（2024年2月4日 - 8月17日、5都市10公演）[66] - 3月23日静岡公演を除きゲスト出演
- Hello! Project ひなフェス 2024（2024年3月31日、幕張メッセ 国際展示場9ホール、昼夜2公演） - SIOOM (from M-line Music) としてゲスト出演し、「C\C（シンデレラ\コンプレックス）'24」を披露[67]
- M-line Special 2024 Autumn 〜brand new〜（2024年9月7日 - 12月28日、7都市12公演） - 11月2日広島公演はゲスト出演
- M-line Special 2024 Autumn 〜brand new “more” 〜（2024年12月7日、めぐろパーシモンホール 大ホール、昼夜2公演）
- M-line Special 2025 Spring ～move it on～（2025年3月2日 - 6月1日、10都市24公演）
- M-line Special 2025 Autumn 〜Make Some Noise!〜（2025年9月14日 - 11月15日、13都市28公演）

## 書籍

### 写真集
- 三角の硝子（2018年10月6日、オデッセー出版、撮影：根本好伸）[68] - ISBN 978-4-8470-8156-9
- prism（2022年2月28日、オデッセー出版、撮影：根本好伸）[69] - ISBN 978-4-908643-73-6

### 単行本
- まーちゃんくどぅーのハロプロ先輩探訪団（2014年10月16日、竹書房）[70] - ISBN 978-4-8019-0026-4

### 雑誌連載
- Top Yell「まーちゃん&くどぅーのハロプロ“先輩”探訪団」[注 4]（2012年6月6日 - 2014年2月6日[71]、竹書房）

## 所属グループ・ユニット
- モーニング娘。（2011年 - 2021年）
  - モーニング娘。天気組（2012年）[注 5]
  - モーニング娘。20th（2017年 - 2018年）
- シャッフルユニット
  - ハロー!プロジェクト モベキマス（2011年、モーニング娘。加入後合流）
  - ハロプロ・オールスターズ（2018年 - 2020年）
- 企画ユニット
  - ハーベスト（2012年）
  - ジュリン（2013年）
  - さとのあかり（2014年）
  - Crazy 心（2018年）
- SIOOM (from M-line Music) （2024年）